# 萩原農場
株式会社萩原農場（はぎはらのうじょう）は、奈良県田原本町に本社を置く種苗会社である。スイカ・メロンを専門に育種を行い、種子販売及び技術開発・技術指導を主要事業としている。
1916年(大正5年)に萩原善太郎が西瓜の品種改良と採種に着手し、1963年に現在の株式会社萩原農場に改組している。1936年(昭和11年)に育成発表した「富研号」は1951年(昭和26年)に西瓜では初めてとなる農林省種苗名称に登録された。その後も様々な品種を育成発表し、中でも「祭ばやし777」は日本各地で栽培されている代表的な品種となっている。
メロンにおいては1980年に育種に着手し、近年優良な品種を育成発表している。その中でも「アールス・ヴェルダ」は日本有数の産地でも近年栽培が行われている。

## 沿革
- 1916年   萩原善太郎が西瓜の品種改良と採種に着手。
- 1923年  「富民号」の育成発表。九州中心に拡充。
- 1936年  一代交配種「富研号」の育成発表。
- 1937年  「富研号」が市場に登場。大阪中央市場において、全国西瓜試食批評会に出品絶讃を受ける。
- 1947年   第二次世界大戦後、「富研号」の再興、一代交配時代の端緒をつくる。
- 1951年  「富研号」が西瓜界で初めて農林省種苗名称登録される。富研連盟全国協議会結成。富研号時代に入る。
- 1952年   一代交配種「甘露富研」の育成発表。
- 1956年   創始者萩原善太郎が産業功労により黄綬褒章受章。 富研連盟5周年記念大会。「富研号之塔」建立。
- 1960年   黄肉種「翠宝」が農林省種苗名称登録される。富研連盟10周年記念大会。
- 1961年   農場社屋「富研会館」落成。
- 1962年   スイカつる割病耐病性品種「富久光」の育成発表。
- 1963年   株式会社萩原農場に改組、取締役社長に萩原善之助就任。
- 1964年  「富久光」が農林省種苗名称登録される。
- 1966年   創始者萩原善太郎が自治及び産業功労により勲五等双光旭日章叙勲される。
- 1968年  「日章」、「パイオニア」、台木「かちどき」の育成発表。
- 1969年  「早生日章」の育成発表。
- 1971年   富研連盟20周年記念大会。
- 1972年  「翠章」の育成発表。
- 1973年  「日章レッド」の育成発表。
- 1976年   アメリカ野菜産地視察と瓜頬原種蒐集のため、専務渡米。
- 1980年  「富士光」・「秀陽」の育成発表。メロン育種に着手。
- 1982年  「富士光」を主力に農場育成品種が全国主要産地の約40％を占める。富研連盟30周年記念全国大会。「朝ひかり」の育成発表。
- 1984年   早春出し品種「朝ひかりSR」、台木「かちどき2号」の育成発表。
- 1985年   早出し生産品質安定型品種「富士光TR」の育成発表。バイオテクノロジー技術研究所開設。
- 1987年   萩原善之助社長が産業功労により黄綬褒章受章。富研連盟35周年記念全国大会。
- 1989年   大玉系「ファインエース」、中玉赤肉「紅太くん」、楕円型小玉「うり坊」の育成発表。
- 1990年   アールス系メロン「アールスクリオ秋冬系」の育成発表。
- 1991年   取締役社長に萩原俊郎就任。
- 1992年   富研連盟40周年記念技術研究大会。取締役社長に萩原俊嗣就任。
- 1993年   株式会社改組30周年記念式典。
- 1994年   空洞果対策品種「マイティー21」の育成発表。
- 1995年   大玉系「祭ばやし」、小玉系「サマーキッズ」の育成発表。
- 1997年   大玉系「貴ひかり」の育成発表。　育種技術研究棟竣工。緑肉系ネットメロン「マリオネット」の育成発表。黄皮系ノーネットメロン「イエローキング」の育成発表。
- 1999年   大玉系「祭ばやし777」の育成発表。小玉系「ひとりじめ」の育成発表。
- 2000年   台木「鉄壁」の育成発表。
- 2001年   富研連盟50周年記念大会。
- 2002年   大玉系「春のだんらん」・「夏のだんらん」の育成発表。小玉系「ひとりじめ７」・「ひとりじめロング」の育成発表。緑肉系ネットメロン「レイナ」の育成発表。
- 2003年   アールス系メロン「アールスアリーナ夏系２号」の育成発表。
- 2006年   小玉系「ひとりじめBonBon」の育成発表。赤肉系ネットメロン「フェスタ」の育成発表。
- 2007年   大玉系「祭ばやし８」・「祭ばやし１１」の育成発表。小玉系「ひとりじめスマート」の育成発表。
- 2010年   スイカ育種圃場集約および新型ハウス増設。アールス系メロン「アースモニカ」・アールス系メロン「アールスヴィーナス（赤肉）」の育成発表。
- 2011年   小玉系「スウィートキッズ」の育成発表。富研連盟60周年記念大会。
- 2012年   大玉系「祭ばやしRG」・アールス系メロン「アルシス」（野茶研共同育成品種）台木「つわもの」の育成発表。ゲノム解析によるスイカの遺伝子データベースの構築。
- 2013年   新品質管理棟竣工。アールス系メロン「アールスヴェルダ」の育成発表。株式会社改組50周年記念式典。スイカ倶楽部を結成。
- 2014年   スイカヤングサミットを初開催。
- 2017年   レアシード系「ひときわ」を育成発表。
- 2018年   大玉系「祭ばやしAD」の育成発表。
- 2019年  小玉系「ひとりじめNEO」を育成発表。
- 2020年  小玉系「夏のひとりじめ」ナノシード系「ぷちっと」を育成発表。
- 2021年  耐病性大玉系「祭ばやしUT」ナノシード系「ひとりじめナノ」を育成発表。

## 歴代社長
- 萩原善之助(1963年～1991年):創始者
- 萩原俊郎(1991年～1992年)
- 萩原俊嗣(1991年～現在)

## 代表的な品種
大玉系
- 祭ばやし777
- 祭ばやしRG
- 祭ばやしUT
- 春のだんらん

小玉系
- ひとりじめ
- ひとりじめ7
- ひとりじめBonBon

レアシード系
- ひときわ

ナノシード系
- ぷちっと
- ひとりじめナノ

黄肉系
- サンダーボルト

台木
- かちどき2号
- つわもの

メロン
- アールス・ヴェルダ」「アールス・ヴェロッサ」「イエローキング」

### 富研連盟全国協議会
西瓜で初の農林省名称登録認定を受けた「富研号」について、品種の純正の保持、正しい栽培法の普及、市場との連携強化、ひいては西瓜を通して共存共栄を図ることを目標として、各都道府県に西瓜生産団体「富研連盟」が昭和26年4月に結成された。
昭和26年5月17日に、各県の連盟を結ぶ基幹として「富研連盟全国協議会」が発足された。株式会社萩原農場は富研連盟全国協議会の育種研究機関としての位置づけである。
現在においても年に1度総会が開催され、連盟県や市場流通関係者が出席し、情報交換会が行われている。また毎年5月には栽培技術研究会が開催され、全国の西瓜生産地より参加者が集う。ここでは萩原農場育成の主力品種や新品種の検討会、生産指導の知識や技術向上のため情報交換会や講演会が行われている。

### スイカ倶楽部
富研連盟全国協議会が西瓜の消費拡大を狙い、「日本中のスイカ好きを集いソーシャルでつながるスイカ好きのスイカ好きによるスイカ好きのためのファンコミュニティ」として運営しているのがスイカ倶楽部である。
主な活動としては、西瓜産地の紹介や旬の時期を伝えることでの消費喚起、ショッピングモールなどでの試食宣伝、幼稚園および小学校での食育活動などが挙げられる。特に食育活動については、熱中症予防として西瓜を食べることが役に立つとし、気象予報士とともに地球温暖化問題と絡めて複数の小学校で授業を行った。